# Modèle Arrow-Debreu
En économie, le  modèle Arrow–Debreu  montre que sous certaines conditions (préférences convexes, concurrence pure et parfaite, et demande indépendante), il doit exister un jeu de prix tel que l'offre agrégée soit égale à la demande agrégée pour chaque commodité dans l'économie
Il s'agit d'un modèle clé de l'équilibre général souvent utilisé comme la référence d'autres modèles micro-économiques. Il a été ainsi nommé en référence à Kenneth Arrow et à Gérard Debreu, bien que Lionel W. McKenzie ait aussi prouvé, en 1954, l'existence d'un équilibre et qu'il ait enrichi le modèle en 1959,.
Le modèle AD est un des plus généraux de l'économie de marché et un élément clé de la notion de la théorie de l'équilibre général. Il est utilisé pour prouver l'existence d'un équilibre général (ou d'un équilibre Walrassien en économie). En général, il peut y avoir plusieurs équilibres, cependant avec des hypothèses supplémentaires sur les préférences du consommateur, comme des fonctions d'utilité convexe doublement dérivable un équilibre unique existe. Sous des conditions plus faible, le Théorème de Sonnenschein–Mantel–Debreu établit que l'unicité de l'équilibre n'est pas assuré.

## Économie de l'incertitude: assurance et finance
En économie financière le terme "Arrow–Debreu" est communément utilisé pour faire référence à un titre Arrow-Debreu, c'est-à-dire à une valeur financière qui vaut  une unité de numéraire dans un état particulier et zéro autrement. A ce titre, les contrats dérivés dont la valeur repose sur un sous-jacent dont la valeur est incertaine au moment du contrat peut être linéairement décomposé en titre Arrow-Debreu.
Depuis les travaux de Breeden et Lizenberger en 1978, un grand nombre de chercheurs ont utilisé  ces principes aux options basées sur une grande variété de marché.

## Pour aller plus loin
- Kartik B. Athreya, Big Ideas in Macroeconomics : A Nontechnical View, Cambridge, MIT Press, 2013, 11–46 p. (ISBN 978-0-262-01973-6, lire en ligne), « The Modern Macroeconomic Approach and the Arrow–Debreu–McKenzie Model »
- John Geanakoplos, The New Palgrave : A Dictionary of Economics, vol. 1, 1987, 116–124 p., « Arrow–Debreu model of general equilibrium »
- Akira Takayama, Mathematical Economics, Londres, Cambridge University Press, 1985, 2e éd., 255–284 p. (ISBN 978-0-521-31498-5, lire en ligne)
- Till Düppe, « Arrow and Debreu de-homogenized », Journal of the History of Economic Thought, vol. 34, no 4,‎ 2012, p. 491–514 (DOI 10.1017/s1053837212000491, CiteSeerx 10.1.1.416.2120)